# Liste der Mitglieder des australischen Repräsentantenhauses (2004–2007)
Diese Liste enthält die Abgeordneten des australischen Repräsentantenhauses zwischen 2004 und 2007.
Insgesamt hat das Unterhaus 150 Mitglieder. Die 74 Abgeordneten der Liberal Party of Australia bildeten zusammen mit den zwölf der National Party of Australia und dem der Country Liberal Party die Koalition. Die Opposition bestand demnach aus den 60 Abgeordneten der Australian Labor Party und drei parteilosen Abgeordneten.
| Mitglied          | Partei                      | Wahlkreis       | Bundesstaat bzw. Territorium | Erstmals im Parlament      |
| ----------------- | --------------------------- | --------------- | ---------------------------- | -------------------------- |
| Tony Abbott       | Liberal Party of Australia  | Warringah       | New South Wales              | 1994                       |
| Dick Adams        | Australian Labor Party      | Lyons           | Tasmanien                    | 1993                       |
| Anthony Albanese  | Australian Labor Party      | Grayndler       | New South Wales              | 1996                       |
| Peter Andren      | parteilos                   | Calare          | New South Wales              | 1996                       |
| Kevin Andrews     | Liberal Party of Australia  | Menzies         | Victoria                     | 1991                       |
| Fran Bailey       | Liberal Party of Australia  | McEwen          | Victoria                     | 1990–1993, 1996            |
| Bruce Baird       | Liberal Party of Australia  | Cook            | New South Wales              | 2001                       |
| Mark Baker        | Liberal Party of Australia  | Braddon         | Tasmania                     | 2004                       |
| Bob Baldwin       | Liberal Party of Australia  | Paterson        | New South Wales              | 1996–1998, 2001            |
| Philip Barresi    | Liberal Party of Australia  | Deakin          | Victoria                     | 1996                       |
| Kerry Bartlett    | Liberal Party of Australia  | Macquarie       | New South Wales              | 1996                       |
| Kim Beazley       | Australian Labor Party      | Brand           | Western Australia            | 1980                       |
| Arch Bevis        | Australian Labor Party      | Brisbane        | Queensland                   | 1990                       |
| Bruce Billson     | Liberal Party of Australia  | Dunkley         | Victoria                     | 1996                       |
| Bronwyn Bishop    | Liberal Party of Australia  | Mackellar       | New South Wales              | 1994                       |
| Julie Bishop      | Liberal Party of Australia  | Curtin          | Western Australia            | 1998                       |
| Chris Bowen       | Australian Labor Party      | Prospect        | New South Wales              | 2004                       |
| Russell Broadbent | Liberal Party of Australia  | McMillan        | Victoria                     | 1990–1993, 1996–1998, 2004 |
| Mal Brough        | Liberal Party of Australia  | Longman         | Queensland                   | 1996                       |
| Anna Burke        | Australian Labor Party      | Chisholm        | Victoria                     | 1998                       |
| Tony Burke        | Australian Labor Party      | Watson          | New South Wales              | 2004                       |
| Anthony Byrne     | Australian Labor Party      | Holt            | Victoria                     | 1999                       |
| Alan Cadman       | Liberal Party of Australia  | Mitchell        | New South Wales              | 1974                       |
| Ian Causley       | National Party of Australia | Page            | New South Wales              | 1996                       |
| Steve Ciobo       | Liberal Party of Australia  | Moncrieff       | Queensland                   | 2001                       |
| John Cobb         | National Party of Australia | Parkes          | New South Wales              | 2001                       |
| Ann Corcoran      | Australian Labor Party      | Isaacs          | Victoria                     | 2000                       |
| Peter Costello    | Liberal Party of Australia  | Higgins         | Victoria                     | 1990                       |
| Simon Crean       | Australian Labor Party      | Hotham          | Victoria                     | 1990                       |
| Michael Danby     | Australian Labor Party      | Melbourne Ports | Victoria                     | 1998                       |
| Alexander Downer  | Liberal Party of Australia  | Mayo            | South Australia              | 1984                       |
| Trish Draper      | Liberal Party of Australia  | Makin           | South Australia              | 1996                       |
| Peter Dutton      | Liberal Party of Australia  | Dickson         | Queensland                   | 2001                       |
| Graham Edwards    | Australian Labor Party      | Cowan           | Western Australia            | 1998                       |
| Justine Elliot    | Australian Labor Party      | Richmond        | New South Wales              | 2004                       |
| Annette Ellis     | Australian Labor Party      | Canberra        | Australian Capital Territory | 1996                       |
| Kate Ellis        | Australian Labor Party      | Adelaide        | South Australia              | 2004                       |
| Kay Elson         | Liberal Party of Australia  | Forde           | Queensland                   | 1996                       |
| Craig Emerson     | Australian Labor Party      | Rankin          | Queensland                   | 1998                       |
| Warren Entsch     | Liberal Party of Australia  | Leichhardt      | Queensland                   | 1996                       |
| Patrick Farmer    | Liberal Party of Australia  | Macarthur       | New South Wales              | 2001                       |
| David Fawcett     | Liberal Party of Australia  | Wakefield       | South Australia              | 2004                       |
| Laurie Ferguson   | Australian Labor Party      | Reid            | New South Wales              | 1990                       |
| Martin Ferguson   | Australian Labor Party      | Batman          | Victoria                     | 1996                       |
| Michael Ferguson  | Liberal Party of Australia  | Bass            | Tasmania                     | 2004                       |
| Joel Fitzgibbon   | Australian Labor Party      | Hunter          | New South Wales              | 1996                       |
| John Forrest      | National Party of Australia | Mallee          | Victoria                     | 1993                       |
| Teresa Gambaro    | Liberal Party of Australia  | Petrie          | Queensland                   | 1996                       |
| Peter Garrett     | Australian Labor Party      | Kingsford Smith | New South Wales              | 2004                       |
| Joanna Gash       | Liberal Party of Australia  | Gilmore         | New South Wales              | 1996                       |
| Jennie George     | Australian Labor Party      | Throsby         | New South Wales              | 2001                       |
| Steve Georganas   | Australian Labor Party      | Hindmarsh       | South Australia              | 2004                       |
| Petro Georgiou    | Liberal Party of Australia  | Kooyong         | Victoria                     | 1994                       |
| Steve Gibbons     | Australian Labor Party      | Bendigo         | Victoria                     | 1998                       |
| Julia Gillard     | Australian Labor Party      | Lalor           | Victoria                     | 1998                       |
| Sharon Grierson   | Australian Labor Party      | Newcastle       | New South Wales              | 2001                       |
| Alan Griffin      | Australian Labor Party      | Bruce           | Victoria                     | 1993                       |
| Barry Haase       | Liberal Party of Australia  | Kalgoorlie      | Western Australia            | 1998                       |
| Jill Hall         | Australian Labor Party      | Shortland       | New South Wales              | 1998                       |
| Gary Hardgrave    | Liberal Party of Australia  | Moreton         | Queensland                   | 1996                       |
| Luke Hartsuyker   | National Party of Australia | Cowper          | New South Wales              | 2001                       |
| Michael Hatton    | Australian Labor Party      | Blaxland        | New South Wales              | 1996                       |
| David Hawker      | Liberal Party of Australia  | Wannon          | Victoria                     | 1983                       |
| Chris Hayes 1     | Australian Labor Party      | Werriwa         | New South Wales              | 2005                       |
| Stuart Henry      | Liberal Party of Australia  | Hasluck         | Western Australia            | 2004                       |
| Kelly Hoare       | Australian Labor Party      | Charlton        | New South Wales              | 1998                       |
| Joe Hockey        | Liberal Party of Australia  | North Sydney    | New South Wales              | 1996                       |
| John Howard       | Liberal Party of Australia  | Bennelong       | New South Wales              | 1974                       |
| Kay Hull          | National Party of Australia | Riverina        | New South Wales              | 1998                       |
| Greg Hunt         | Liberal Party of Australia  | Flinders        | Victoria                     | 2001                       |
| Julia Irwin       | Australian Labor Party      | Fowler          | New South Wales              | 1998                       |
| Harry Jenkins     | Australian Labor Party      | Scullin         | Victoria                     | 1986                       |
| Dennis Jensen     | Liberal Party of Australia  | Tangney         | Western Australia            | 2004                       |
| Michael Johnson   | Liberal Party of Australia  | Ryan            | Queensland                   | 2001                       |
| David Jull        | Liberal Party of Australia  | Fadden          | Queensland                   | 1975–1983, 1984            |
| Bob Katter        | parteilos                   | Kennedy         | Queensland                   | 1993                       |
| Michael Keenan    | Liberal Party of Australia  | Stirling        | Western Australia            | 2004                       |
| De-Anne Kelly     | National Party of Australia | Dawson          | Queensland                   | 1996                       |
| Jackie Kelly      | Liberal Party of Australia  | Lindsay         | New South Wales              | 1996                       |
| Duncan Kerr       | Australian Labor Party      | Denison         | Tasmania                     | 1987                       |
| Catherine King    | Australian Labor Party      | Ballarat        | Victoria                     | 2001                       |
| Andrew Laming     | Liberal Party of Australia  | Bowman          | Queensland                   | 2004                       |
| Carmen Lawrence   | Australian Labor Party      | Fremantle       | Western Australia            | 1994                       |
| Mark Latham1      | Australian Labor Party      | Werriwa         | New South Wales              | 1994                       |
| Sussan Ley        | Liberal Party of Australia  | Farrer          | New South Wales              | 2001                       |
| Peter Lindsay     | Liberal Party of Australia  | Herbert         | Queensland                   | 1996                       |
| Kirsten Livermore | Australian Labor Party      | Capricornia     | Queensland                   | 1998                       |
| Jim Lloyd         | Liberal Party of Australia  | Robertson       | New South Wales              | 1996                       |
| Stewart McArthur  | Liberal Party of Australia  | Corangamite     | Victoria                     | 1984                       |
| Robert McClelland | Australian Labor Party      | Barton          | New South Wales              | 1996                       |
| Ian Macfarlane    | Liberal Party of Australia  | Groom           | Queensland                   | 1998                       |
| Peter McGauran    | National                    | Gippsland       | Victoria                     | 1983                       |
| Bob McMullan      | Australian Labor Party      | Fraser          | Australian Capital Territory | 1996                       |
| Jenny Macklin     | Australian Labor Party      | Jagajaga        | Victoria                     | 1996                       |
| Louise Markus     | Liberal Party of Australia  | Greenway        | New South Wales              | 2004                       |
| Margaret May      | Liberal Party of Australia  | McPherson       | Queensland                   | 1998                       |
| Daryl Melham      | Australian Labor Party      | Banks           | New South Wales              | 1990                       |
| Judith Moylan     | Liberal Party of Australia  | Pearce          | Western Australia            | 1993                       |
| John Murphy       | Australian Labor Party      | Lowe            | New South Wales              | 1998                       |
| Gary Nairn        | Liberal Party of Australia  | Eden-Monaro     | New South Wales              | 1996                       |
| Brendan Nelson    | Liberal Party of Australia  | Bradfield       | New South Wales              | 1996                       |
| Paul Neville      | National Party of Australia | Hinkler         | Queensland                   | 1993                       |
| Brendan O’Connor  | Australian Labor Party      | Gorton          | Victoria                     | 2001                       |
| Gavan O’Connor    | Australian Labor Party      | Cori            | Victoria                     | 1993                       |
| Julie Owens       | Australian Labor Party      | Parramatta      | New South Wales              | 2004                       |
| Sophie Panopoulos | Liberal Party of Australia  | Indi            | Victoria                     | 2001                       |
| Chris Pearce      | Liberal Party of Australia  | Aston           | Victoria                     | 2001                       |
| Tanya Plibersek   | Australian Labor Party      | Sydney          | New South Wales              | 1998                       |
| Roger Price       | Australian Labor Party      | Chifley         | New South Wales              | 1984                       |
| Geoff Prosser     | Liberal Party of Australia  | Forrest         | Western Australia            | 1987                       |
| Christopher Pyne  | Liberal Party of Australia  | Sturt           | South Australia              | 1993                       |
| Harry Quick       | Australian Labor Party      | Franklin        | Tasmania                     | 1993                       |
| Don Randall       | Liberal Party of Australia  | Canning         | Western Australia            | 1996–1998, 2001            |
| Kym Richardson    | Liberal Party of Australia  | Kingston        | South Australia              | 2004                       |
| Bernie Ripoll     | Australian Labor Party      | Oxley           | Queensland                   | 1998                       |
| Andrew Robb       | Liberal Party of Australia  | Goldstein       | Victoria                     | 2004                       |
| Nicola Roxon      | Australian Labor Party      | Gellibrand      | Victoria                     | 1998                       |
| Kevin Rudd        | Australian Labor Party      | Griffith        | Queensland                   | 1998                       |
| Philip Ruddock    | Liberal Party of Australia  | Berowra         | New South Wales              | 1973                       |
| Rod Sawford       | Australian Labor Party      | Port Adelaide   | South Australia              | 1988                       |
| Alby Schultz      | Liberal Party of Australia  | Hume            | New South Wales              | 1998                       |
| Bruce Scott       | National Party of Australia | Maranoa         | Queensland                   | 1990                       |
| Patrick Secker    | Liberal Party of Australia  | Barker          | South Australia              | 1998                       |
| Robert Sercombe   | Australian Labor Party      | Maribyrnong     | Victoria                     | 1996                       |
| Peter Slipper     | Liberal Party of Australia  | Fisher          | Queensland                   | 1984–1987, 1993            |
| Stephen Smith     | Australian Labor Party      | Perth           | Western Australia            | 1993                       |
| Tony Smith        | Liberal Party of Australia  | Casey           | Victoria                     | 2001                       |
| Warren Snowdon    | Australian Labor Party      | Lingiari        | Northern Territory           | 1987–1996, 1998            |
| Alex Somlyay      | Liberal Party of Australia  | Fairfax         | Queensland                   | 1990                       |
| Andrew Southcott  | Liberal Party of Australia  | Boothby         | South Australia              | 1996                       |
| Sharman Stone     | Liberal Party of Australia  | Murray          | Victoria                     | 1996                       |
| Wayne Swan        | Australian Labor Party      | Lilley          | Queensland                   | 1993–1996, 1998            |
| Lindsay Tanner    | Australian Labor Party      | Melbourne       | Victoria                     | 1993                       |
| Cameron Thompson  | Liberal Party of Australia  | Blair           | Queensland                   | 1998                       |
| Kelvin Thomson    | Australian Labor Party      | Wills           | Victoria                     | 1996                       |
| Ken Ticehurst     | Liberal Party of Australia  | Dobell          | New South Wales              | 2001                       |
| Dave Tollner      | Country Liberal Party       | Solomon         | Northern Territory           | 2001                       |
| Malcolm Turnbull  | Liberal Party of Australia  | Wentworth       | New South Wales              | 2004                       |
| Warren Truss      | National Party of Australia | Wide Bay        | Queensland                   | 1990                       |
| Wilson Tuckey     | Liberal Party of Australia  | O’Connor        | Western Australia            | 1980                       |
| Mark Vaile        | National Party of Australia | Lyne            | New South Wales              | 1993                       |
| Danna Vale        | Liberal Party of Australia  | Hughes          | New South Wales              | 1996                       |
| Maria Vamvakinou  | Australian Labor Party      | Calwell         | Victoria                     | 2001                       |
| Ross Vasta        | Liberal Party of Australia  | Bonner          | Queensland                   | 2004                       |
| Barry Wakelin     | Liberal Party of Australia  | Grey            | South Australia              | 1993                       |
| Mal Washer        | Liberal Party of Australia  | Moore           | Western Australia            | 1998                       |
| Kim Wilkie        | Australian Labor Party      | Swan            | Western Australia            | 1998                       |
| Tony Windsor      | parteilos                   | New England     | New South Wales              | 2001                       |
| Jason Wood        | Liberal Party of Australia  | La Trobe        | Victoria                     | 2004                       |

1 Mark Latham (Australian Labor Party) trat am 18. Januar 2005 zurück. Für ihn rückte Chris Hayes (Australian Labor Party) nach, nachdem dieser die Nachwahl in Werriva am 19. März gewonnen hatte.